# 가마타 가오루

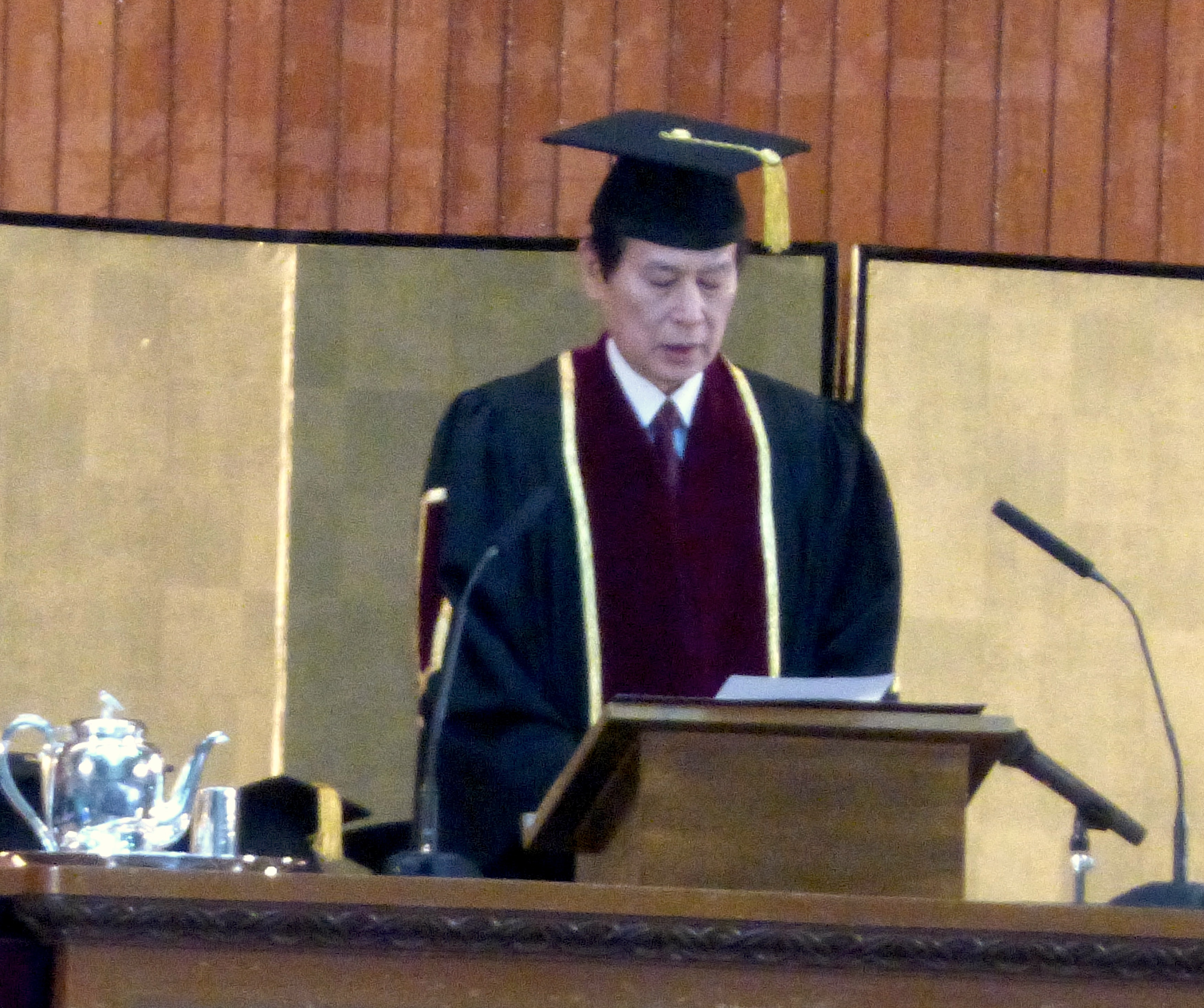
가마타 가오루(와세다 대학 총장 시절, 2015년)

가마타 가오루(일본어: 鎌田 薫, 1948년 1월 18일 ~ )는 일본의 법학자이며 전 와세다 대학 총장(제16대, 2010년 ~ 2018년), 와세다 대학 명예교수, 법과대학원협회 이사장이다. 시즈오카현에서 태어났고 전공은 민법이다.

## 학설
‘부동산 물권 변동과 등기’, ‘금융 담보법’, ‘도산 실체법’, ‘지적 재산권의 유통·유동화’, ‘민사 입법학’을 연구 테마로 내걸고 있다.

## 주요 경력

### 학력
- 1966년 : 도쿄 교육대학 부속 고마바 고등학교(현: 쓰쿠바 대학 부속 고마바 고등학교) 졸업
- 1970년 : 와세다 대학 법학부 졸업
- 1972년 : 와세다 대학 대학원 법학연구과 석사과정 수료
- 1976년 : 와세다 대학 대학원 법학연구과 박사과정 수료

### 명예 박사 학위
- 2012년 : 고려대학교 명예 법학박사[1]
- 2013년 : 베이징 대학 명예박사

### 경력
- 1973년 : 와세다 대학 법학부 조수
- 1976년 : 와세다 대학 법학부 전임 강사
- 1978년 : 와세다 대학 법학부 조교수
- 1978년 : 프랑스 파리 제2대학교 객원 연구원
- 1983년 : 와세다 대학 법학부 교수
- 1990년 : 와세다 대학 법학부 교무주임(학생 담당)
- 2001년 : 프랑스 팡테옹 소르본 대학교, 제2대학교 교환연구원
- 2004년 : 와세다 대학 대학원 법무연구과 교수
- 2004년 : 변호사 등록(도쿄 변호사회)
- 2005년 : 와세다 대학 대학원 법무연구과장
- 2009년 : 와세다 대학 법학학술원 교수
- 2010년 ~ 2018년 11월 5일 : 와세다 대학 총장(제16대)
- 2010년 ~ 2018년 : 와세다 실업학교 이사장
- 2018년 3월 : 와세다 대학 법학학술원 교수직에서 정년 퇴직
- 와세다 대학 명예교수
- 2021년 4월 : 일본 국립 공문서관 관장

### 기타 대외 경력
- 1978년 10월 : 경제산업성 산업구조심의회 임시위원
- 1989년 10월 ~ 2013년 : 산업구조심의회 임시위원
- 1991년 ~ 2000년 : 사법시험 제2차 시험 고사위원
- 1993년 ~ 2005년 : 법제심의회 간사·부회위원·임시위원(민법부회, 도산법부회, 담보·집행법제부회, 부동산 등기법 부회장, 동산·채권 담보 법제부회장, 인명용 한자 부회장 외)
- 1995년 11월 ~ 2001년 : 중앙약사심의회 위원
- 2003년 5월 : 최고재판소 사법수습위원회 위원
- 2003년 7월 : 후생노동성 의도심의회 임시위원
- 2004년 4월 ~ 2018년 : 모리·하마다 마쓰모토 법률사무소 객원변호사(도쿄 변호사회 소속)
- 2004년 4월 ~ 2013년 : JICA 캄보디아 ‘법 제도 정비 프로젝트’ 민법작업부회 위원
- 2005년 4월 ~ 2011년 : 도쿄도 수용위원회 위원·회장 대리
- 2005년 6월 : 문부과학성 중앙교육심의회 대학분과회법과대학원특별위원회 전문위원
- 2005년 7월 : 국토교통성 토지감정위원회 위원장
- 2007년 3월 : 중앙교육심의회 대학분과회 법과대학원 특별위원회 전문위원
- 2009년 11월 : 법무성 법제심의회 민법(채권 관계)부회 부회장
- 2011년 2월 : 문부과학성 과학기술·학술심의회 위원
- 2011년 4월 : 법과대학원협회 이사장
- 2011년 4월 : 원자력피해배상분쟁심사회 위원
- 2011년 7월 : 산학협동인재육성원탁회의 공동좌장 대리
- 2012년 4월 : 대학 설치·학교법인심의회 특별위원
- 2013년 1월 : 교육재생실행회의 위원(좌장)
- 2015년 5월 : 원자력위원회 원자력손해배상제도전문부회 부회장대리
- 2016년 6월 : 원자력손해배상심사회 회장
- 2016년 : 도쿄전력 파워그리드 주식회사 특별 임원
- 2016년 ~ 2019년 : 일반사단법인 일본사립대학연맹 회장
- 2018년 11월 : 공익재단법인 일변련 법무연구재단 이사장
- 2019년 : 일반사단법인 대학스포츠협회 회장[2]
- 2020년 7월 : 법무성 법무·검찰행정쇄신회의 좌장[3]

## 저서
- 《분석과 전개·민법 II(채권) [제5판](分析と展開・民法II（債権）[第5版])》(고분도, 2005년) ※야마다 다카오, 노무라 도요히로, 쓰부라야 다카시, 니미 이쿠후미, 오카 다카시, 이케다 마사오와의 공저
- 《로스쿨을 생각한다 - 21세기의 법조 양성과 법학 교육(ロースクールを考える－21世紀の法曹養成と法学教育)》(세이분도, 2002년) ※가도 기요에, 니미 이쿠후미, 다카쿠보 도시카즈, 스즈키 시게카쓰와의 공저
- 《민법 노트 물권법(1) [제3판](民法ノート物権法(1)〔第3版〕)》(닛폰 평론사, 2007년, 초판 : 1992년)
- 《민법 II－물권 [제3판](民法II－物権 [第3版])》(유히카쿠, 2006년, 초판 : 1987년) ※아와지 다케히사, 하라다 스미타카, 이쿠마 나가유키와의 공저
- 《이와나미 강좌·현대의 법 13소비 생활과 법(岩波講座・現代の法13消費生活と法)》(이와나미 쇼텐, 1997년)
- 《법학 강의 민법2 - 물권(法学講義民法2物権)》(유유샤, 2005년) ※오쿠다 마사미치와의 공저
- 《입법학 강의(立法学講義)》(상사법무연구회, 2006년) ※오모리 마사스케와의 공저
- 《법학 강의 민법3 - 담보물권(法学講義民法3担保物権)》(유유샤, 2006년) ※오쿠다 마사미치와의 공저
- 《재해에 강한 사회를 만들기 위해서 - 과학의 역할·대학의 사명(災害に強い社会をつくるために－科学の役割・大学の使命)》(와세다 대학 출판부, 2012년)
- 《중요논점실무민법 〈채권관계〉 개정(重要論点実務民法〈債権関係〉改正)》(상사법무, 2019년) ※우치다 다카시, 아오야마 히로키, 스에히로 유스케, 무라카미 유스케, 시노하라 다카노리와의 공저
- 《민법Ⅰ 총칙·물권법(民法Ⅰ 総則･物権法)》(게이소쇼보, 2021년) ※와가쓰마 사카에, 아리이즈미 도루, 가와이 다케시와의 공저

## 논문
- 《심포지엄 동산·채권 양도 공시 제도의 정비를 향해서》 금융법 연구 21호(2005년)
- 《부동산법 세미나(1)~(34)》(공저) 법률학자 1289 ~ 1371호(2005년 ~ 2009년)
- 《‘이중 양도’의 법적 구성》, 《민법의 쟁점》(2007년)
- 《법조 양성 제도 개혁의 현상과 과제》 사법연수원 논집 117호(2008년)
- 《물권변동론과 그의 법 구조》(공저), 《현대민법학과 실무(상)》(2008년)
- 《민법(채권법)개정 검토위원회의 심의를 끝내며》(공저) NBL 903호(2009년)
- 《당연대항제도와 민법 이론》 일본공업소유권법학회 연보 35호(2012년)
- 《민법이 연결하는 실무와 이론 - 중간 시안의 특징과 심의의 내용을 근거로 한다》(공저) NBL 1000호(2013년)
- 《Higher Education in the Age of Globalization: Japan and France》(공저) Japanese Journal of European Studies, vol.2, 2014

## 수상 경력
- 1973년 : 오노 아즈사 기념 학술상
- 1997년 : 제20회 고베상·장려상

### 상훈
- 2009년 : 캄보디아 우호 훈장
- 2016년 : 레지옹 도뇌르 훈장 슈발리에장[4][5]

## 소속 학회
- 일본 사법학회(이사, 2003년 ~ 2005년)
- 일본 토지법학회(이사, 1981년 ~ )
- 금융법학회(이사, 1996년 ~ )
- 일본·프랑스 법학회(이사, 1999년 ~ )
- 일본 비교법학회
- 일본 법사회학회
- 일본 공업소유권법학회
- 사단법인 일본 도시계획학회(이사, 1992년 ~ 1996년)
- 일본 공증법학회

## 학부 세미나
와세다 대학 법학부의 ‘가마타 세미나’에서는 게이오기주쿠 대학의 이케다 마사오 연구회와 1986년부터 2013년까지 매년 합동 세미나를 실시한 적이 있었다.